# Kelley Law
Kelley Law (n. 11 ianuarie 1966, Burnaby, Columbia Britanică, British Columbia, Canada) este o jucătoare de curl ce a reprezentat Canada, medaliată olimpică. A participat la o ediție a Jocurilor Olimpice (2002) în care a câștigat o medalie de bronz.

## Participări
Lista de mai jos prezintă principalele competiții la care a participat Kelley Law de-a lungul carierei.
- curling at the 2002 Winter Olympics[*]